# Acuña (Messico)
Acuña è un comune del Messico, situato nello stato di Coahuila, il cui capoluogo è Ciudad Acuña.